# オーバーレブ!
『オーバーレブ!』（英語表記:Over Rev）は、山口かつみによる日本の漫画。

## 概要
『週刊ヤングサンデー』（小学館）にて、1997年から2004年まで連載。競技中の事故が原因で陸上選手の夢を絶たれた主人公の志濃涼子が、カーレースを通じて走ることに再び意義を見出すとともに、仲間達と友情を育んでゆく姿を描いた作品である。
装丁にはサブタイトル風に「A Legend of Ultimate Hot Rodder」と記されている。また、著者名の後に「& TEAM39」と付く。1999年にドラマCD化、2001年にVシネマ化されている。アニメもOVAとして企画はあり、吉岡たかをが3巻までの脚本とシリーズ構成を担当したが、映像化はされていない。
2019年3月14日より秋田書店のWEBコミック誌『マンガクロス』にて、本作の10年後を描く『クロスオーバーレブ!』が、同社の『ヤングチャンピオン烈』にて2020年No.5から『オーバーレブ! 90's -音速の美少女たち-』が連載されている。2019年8月時点で累計発行部数は1000万部を突破している。

## あらすじ
陸上部に所属する女子高生の志濃涼子は競技中のアキレス腱断裂によってインターハイ出場の夢を絶たれた。途方に暮れる涼子だったが、ある日友達と訪れた桑原峠でドリフトするS13シルビアとそれを操る女性ドライバーに魅せられ、車への憧れを抱く。そのドライバー・森田佐和子や片山愛香、橘沙璃、麻生拓郎、赤岡などといった仲間との出会いを通してドリフトの魅力に取り付かれ、「走る」ことの喜びを再び取り戻していく。

## 登場人物とその愛車

### 主要人物
志濃 涼子（しの りょうこ）
搭乗車種：AW11 MR2 1.6 G-Limited SC
ボディーカラー：ブルーマイカ
本作の主人公。赤岡、サワコ、アイカの弟子。高校では陸上部に所属する短距離の選手だった。地方大会の決勝でアキレス腱を断裂しインター杯出場の夢を絶たれたが、サワコとの出会いを通して無免許ながらドリフトを教わり車への強い憧れを抱く。その後、赤岡の解体屋でスクラップ寸前になっていたAW11 MR2（涼子は「MR」を「ミスター」と読めるため、愛称「ミスター」で呼ぶ）を購入し、運転免許も取得。本格的に走り屋の世界へと飛び込み、仲間達との出会いを通じて成長していく。
高校卒業後は電機メーカーに就職したがわずか1日で退社、赤岡の解体屋の従業員となる。後にMR2は一度エンジンブローを起こし、その際勤務先の解体屋でAE-92カローラレビンに搭載していた4A-GZEエンジンを仲間たち協力のもと換装している。ノーマルの狼編では、赤岡にフロントバンプストッパーをウレタン製に交換され、ブレーキプロポーショニングバルブの加工（ブレーキの利きを最大限リア側に）が施された。その後も涼子のドラテクの向上に伴いMR2はチューニングを何度か敢行されている。MR2、仲間との出会い、そして自身も努力を怠らない姿勢が本人のドラテクの向上を飛躍的に呼び込み最終的には初期にはドラテクでは確実に先を行っていたサワコやアイカにも勝利できるほどに成長、最終的には海外でサワコとコンビを組み、インプレッサを操りラリードライバーとして活躍している。
森田 佐和子（もりた さわこ）
通称：「サワコ」
搭乗車種：S13 シルビア K's → S14 シルビア K's Aero（後期型）・S15 シルビア Spec-R（アクロバットデモ車）
ボディカラー：パールホワイト（S14）・ライトニングイエロー（S15）
ランジェリーパブ「フィオリーナ」に勤めるキャバ嬢。北海道出身。客として訪れたタカオに一目惚れをし、走り屋となる。免許取得からわずか一週間でドリフトをマスターし、2ヶ月で本格的なドリフトも難なくこなす天才肌のドライバー。目立ちたがり屋で好戦的。慣性ドリフトならぬ「感性ドリフト」を得意とする。涼子を走り屋の世界へ導いた人物で、当初S13シルビアに乗っていたが涼子が海に沈めてしまい、保険でS14に乗り換えた。実力は相当高くアクロバットとのドリフトコンテストや郷田との勝負など、ここ一番では彼女が活躍している。
片山 愛香（かたやま あいか）
通称：「アイカ」
搭乗車種：EF7 CR-X Si → EG6 シビック SiR・EG6 シビック SiR（ノーマルルーフ仕様）
ボディカラー：トリノレッドパール（EF7）・ミラノレッド（EG6）・ピンク（EG6ノーマルルーフ仕様）
中西急便のトラック運転手。気丈で男勝りな性格でサワコとは対照的に理論派のドライバー。過去にバトル中事故で怪我を負っており、額の傷をバンダナで隠している。この事から安全を軽んじる行為を強く嫌う。結果的に彼女の安全への配慮の意識の高さが本作品中において走り屋行為に対するリスクを演出することとなる。バトル中の事故の際に仲間から裏切られた経験から人と群れる事を嫌っていたが、涼子やサワコらと関わっていく中で少しずつ心を開いていく。学生時代からホンダのバイクに乗っていたほどの大のホンダ党で「ホンダはフェラーリよりえらい」が持論。ホンダの話になると熱くなりやすい。愛車のEG6はサンルーフが装備している為に車重及びボディ剛性の弱さが欠点であり、後にサリを介してノーマルルーフ仕様（サンルーフレス）の車両を手に入れ、ツムラサーキットでシビックワンメイクレースに出場しトラブルを抱えながらも3位表彰台を果たす。最終的にはトラック運転手を辞め、九州へと引っ越して整備工場で働きながらジムカーナクラブチームの選手として活躍している。
橘 沙璃（たちばな さり）
通称：「サリ」
搭乗車種：プジョー・106 Rallye（ラリー）
ボディカラー：ビアンカホワイト
外交官の令嬢でフランスからの帰国子女。音感・リズム感覚に優れており、走りではコースをクラシックの楽曲に喩え、優れたペースコントロールを見せる。長い間日本にいなかったため一般的常識に欠ける。言葉を言い間違えたり言われたことを聞き違えることもある。ラブホテルの意味を知らず普通のホテルと勘違いし、タカオと一緒に入るなど、とんでもない行動を起こす。ネットアイドルの一面を持つ。愛車のプジョーは父名義のものであったが物語途中で自腹で買い直し、以後は自らの所有物となる。
本能寺 亜美（ほんのうじ あみ）
搭乗車種：FD3S RX-7 Type RS
ボディカラー：ヴィンテージレッド
フィオリーナのライバル店のセクシーパブ「メンズドリーム」で働く女性。関西出身の18歳。免許は取りたてだが中学生時代から埠頭で車を運転していた経験があり走りはサワコと張り合えるほど速い。後にランジェリーパブ「フィオリーナ」に転職してサワコと親しくなり、ジムカーナバトル、六甲峠でのバトル、万島のリレーバトル等で活躍する。

### 涼子に関わる人物
武内 徹（たけうち とおる）
通称：「徹」
搭乗車種：GA2 シティ
ボディカラー：タフタホワイト
涼子の幼馴染。高校卒業後、工学部の大学生になる。涼子の引越を手伝うが引越先が弾丸達の住む立川荘であったため自身も引越す（103号室）。涼子に恋心を抱いているが涼子は全く気付いていない。中古のシティを15万円で購入し、アイカの力添え（シティの軽量化と速度計を動作不能にする細工をした）によりBMWE36 M3にバトルで勝利した。カー用品店のくじ引きで入手したバケットシートを涼子のMR2にプレゼントしたこともある。またメカニックの造詣は意外に高いようで軽トラのチューニングにエスティマのエンジン（2TZ-FE）への載せ換えを考案する。運転の傾向は極めて堅実な走り方をするようでかなりの理論先行型。
武内 タカオ（たけうち タカオ）
通称：「タカオ」
搭乗車種：BNR32 スカイライン GT-R V-SpecII
ボディカラー：スパークシルバーメタリック
徹の兄。サワコの師匠で走り屋チーム「FACTOR（ファクター）」のリーダー。横山峠の多くの走り屋より尊敬を集める。面倒見のいい性格だが、女性からの気持ちに鈍いところがある。仕事はレンタルビデオ店の店長。その後フレッシュマンに参戦。
麻生 拓郎（あそう たくろう）
通称：「弾丸（だんまる）」（自称「褐色の弾丸」より）
搭乗車種：S13 シルビア K's 2000cc
ボディカラー：ライトニングイエロー（オールペン）
立川荘の住人。スケベだが素直な性格で車に対する愛情は並々ならぬものを持っている。高速で突っ込み一瞬で車の向きを転回する直角ドリフトという無謀なドリフトの完成を目指しており、度々愛車をガードレールにぶつけている。収入の殆どを車の改造と修理につぎ込んでいるため極貧だが、板金屋で働いているため修理代は安く済んでいる。愛車の馬力は自称300Ps。後述の「ノーマルの狼」にバトルして負け、愛車のシルビアをノーマルにされたが涼子のおかげで元のエアロパーツを装着することが出来た。運転は非常に荒っぽく八神ら走り屋にバカにされていたが、黒い三連星にドラテクを鍛え込まれ、サワコに「荒削りだけど速くなった」と言わしめた。また、バトルでは毎回ロケットスタートを決めており、黒い三連星の哀川曰く「スタートだけなら国際A級レベル」。涼子らがサーキットでの大会に参戦すると熱心に応援する。また発泡ウレタン注入によるボディ合成強化を涼子のMR2に施した。過去に暴走族に所属していたこともあり、腕っ節は立つがニワトリが苦手。
ボブ
搭乗車種：JZA80 スープラ RZ
立川荘102号室の住人。気は優しくて力持ちな大男。村上タイヤ店で働いている。一度アクロバットに雑なチューニングをされてしまったが後日改めてセッティングし直してもらった。軽トラ勝負の時は勤務先よりタイヤを提供、引き換えとして軽トラに村上タイヤ店の大型スポンサーステッカーを貼り付けた。
猿谷（さるたに）
通称：「サル」
搭乗車種：RPS13 180SX Type X
立川荘104号室の住人。小男で関西出身。岩見金属に勤め、金属パーツを製造している。
赤岡 （あかおか）
通称：「赤岡のオヤジ」「オッサン」「社長」
搭乗車種：メルセデス・ベンツ 190E
涼子、立川が勤める自動車解体業・有限会社赤岡自動車の社長、解体部品の販売もしている。一見酔っ払いのスケベオヤジだが、かつてはパリ・ダカにチーフメカニックとして参加した実績があり、優れたメンテンス技術を持つ。自身が所属していたチームのドライバーが事故死してしまいそれを機にメカニックを辞め解体屋をはじめた。停車した状態から180°ターンを行うなどドライビングテクニックも相当精通している。ドラテクを身に付ける赤岡道場を主催し、涼子、徹、弾丸らの師匠と呼べる存在。口頭での指示だけで涼子のドラテクを引き出すなど指導力も高い。涼子に度々セクハラを行なってよく引っ叩かれている。
立川（たちかわ）
木造2階建てアパート立川荘の管理人で101号室に住む。アパート家賃は屋根・シャッター付ガレージ込み4万円。赤岡の解体屋の従業員。かなり背が高い。無表情で無口だが気が利く性格。大会社の御曹司。練習に必要な場所を提供したり、MR2のエンジンを載せかえると決めた涼子にアドバイスとして自動車整備書を貸したりとその都度必要なものを提供してくれている。そのため「ドラえもんか?」(伏せ字なし)とまで言われている。

### Repley（リプリー）
シビックのワンメイクチーム。仕事等で知り合った女性4人で構成されている。
是石 真由美（これいし まゆみ）
搭乗車種：EG6 シビック SiR → EK9 シビック TYPE R
ボディカラー：グラナダブラックパール（EG6）
リプリーのリーダー。エステティシャン。勝つことに執着していて、バトルで負けた相手の言い訳を嫌う。アイカとのバトルでの敗北により心境が変わり、車が好きという初心に帰る。その後、EG6からEK9に乗り換え、ツムラサーキットのシビックワンメイクレースで、再びアイカとバトルする。
三条 綾乃（さんじょう あやの）
搭乗車種：EK9 シビック TYPE R
ボディカラー：ボーグシルバーメタリック
リプリーのメンバー。是石と同じ職場のエステティシャン。周りに溶け込むのが苦手らしく、仕事場では浮いた存在だったが是石に出会い、シビックに乗せられて自らもEK9シビックを買い、リプリーに入る。横山峠では是石の次に早いタイムを出す実力の持ち主。涼子とのバトルでは涼子がスタートでミスを犯したのに気づき、涼子のMR2が来るまで止まっていた。チーム一の小柄。
馨（かおる）
搭乗車種：EK9 シビック TYPE R
リプリーのメンバー。横山峠でサリとバトルし勝利する。その後も涼子らと交流があったようで、シビックワンメイクレースを目指す愛香への特訓のために涼子に愛車を貸した。チーム一の長身。
岩斑 圭（いわぶち けい）
搭乗車種：EK4 シビック SiR
ボディカラー：スターライトブラックパール
リプリーのメンバー。チームが走行会に出るときには申し込みをしたり、サーキットの特徴をビデオで撮影してきたりしている。サワコとのバトルでは1コーナーほどの差をつけるテクニックを持つ。登場当初はメガネをかけていたがシビックワンメイクレース時に再登場してからはかけていない。

### ノーマルの狼
三上 智（みかみ さとる）
通称:「ノーマルの狼」
搭乗車種：S13 シルビア K's 1800cc
ボディカラー：パールホワイト（マンガ） レッド（実写版）
理工大の学生。峠でチューニングカー相手に、負けたら相手の車をノーマルに戻すという賭けバトルを持ちかけ、その度にノーマルのS13シルビアで勝ち、相手の車を奪いノーマルに戻した上で乗り捨てる。この行為の発端は愛車のS13シルビアが盗難に遭い、族車にされてしまっていた状態で発見されたことにある｡しかし、この行為は、ただの愛車盗難に対する復讐でしかない。自動車メーカーの技術者だった亡き父親の影響で改造車を嫌っていたのも原因の一つである。かなりのドラテクの持ち主（ノーマルのS13で勝利し続けたことを考慮すれば作中でも指折りの強豪キャラである）だが、その並外れたドラテクが「公道を走るのにチューンは百害あって一利無し」「ノーマルこそが車の黄金比」といった考えに拍車をかけてしまっていた。その後、涼子の考案で「かけまちがえたボタン」は（涼子との2度目の賭けバトルでノーマルMR2に搭乗し、涼子のMR2スーパーノーマル車に負けたことにより）戻され、賭けバトルから足を洗う。その後も度々登場している。
三上 勉（みかみ つとむ）
通称：「ノーマルの狼の弟」「弟くん」
搭乗車種:CJ4A ミラージュ サイボーグ ZR・FC3S RX-7（車での初登場シーンは友人代役でドリフトコンテストに参加）
ボディカラー：ジャンパーニッシュイエロー（CJ4A）・ライトニングイエロー（FC3S）
智の弟。兄の行為は良くないと認識するも、兄の言いなりになって復讐行為に荷担していたことを悔やむ。涼子と結託し、兄を改心させた。兄が相手から奪ったパーツを全て保管していたため、相手の車はすべて元に戻せた。三年近いダート経験があるらしい。その後も度々登場し、ドリフトコンテストにも出場し、好タイムを叩きだす。吉永と勝負したことがあったが「ダートをやっているだけのことはあるが、1対1の駆け引きには少々弱い」とのこと。徹、弾丸同様、涼子のことが好きで、吉永との勝負の後の勢いに任せ、告白する。
三上兄弟の父親
故人で自動車メーカーの技術者。智が小5の時、急死。
酒を飲む度に、若者が車を違法改造する行為をいつも嘆いていた。これが智の復讐の一因にもなった。

### Axrobat（アクロバット）
サーキット走行会・ドリフトコンテスト編に登場する、埼玉県浦和市の悪徳パーツショップ・郷田率いるショップチーム。北関東ナンバー1の実力（自称）を誇る走り屋チーム。
郷田 亮（ごうだ りょう）
搭乗車種：FD3S5型 RX-7 Type R
ボディカラー：ヴィンテージレッド（登場当初は他の色だったが、郷田の希望で塗装し直している）
アクロバットのリーダーでモヒカン・怪力の持ち主。24歳。短気で自分の思い通りにならないことにはすぐ腹を立てる。ドラテクはかなり上手く400馬力の車を力でねじ伏せる。また、攻撃には容赦ない。気に食わないライバルには仲間をけしかけてクラッシュさせようとする。ドリフトコンテストで失敗したあげく泥を彼の顔にはねてしまった大園のシルエイティのウィングを引きちぎり、それでリアガラスを破壊し、ドアに蹴りを入れるなどしてを廃車寸前になるまで破壊してしまった。アクロバットのレディースチーム部門の立ち上げに真っ向から反対し、戸倉を経由して佐和子の名を語って涼子を強制的に横山峠に呼び出させた。待ち伏せて涼子を名指しで勝負に挑むがレディースチームを断った佐和子の登場により、佐和子との下り一本勝負になる。戸倉曰く「奴のバトルの目的は勝つ事じゃなく、相手を潰すこと」とのことで、序盤から先頭を切って優勢だったが、タイヤの熱ダレによって徐々に劣勢になっていき、上記の策略で行き場の失った佐和子にリアバンパーを追突される形でスピンし、イン側のガードレールにクラッシュした反動でリア側も大破してしまう。怒り狂った郷田は佐和子に復讐するため追走するが、途中で謎の幻霊が視えるとそのまま金縛りに遭ってしまい、ゴール目前で戦意消失、リタイアしてしまう。この短気の性格は幼少期から怪力の持ち主で周囲に持て囃されたことで天狗になってしまったからだと思われる。
日下 達也（くさか たつや）
搭乗車種：JZX100 チェイサー ツアラーV
ボディカラー：ワインレッドマイカ
アクロバットのナンバー2で次期リーダー候補。22歳。戸倉曰く「何故郷田にくっついているのかわからない」ほどのキレ者。ドリフトコンテスト中にわざわざサワコに挑発をするなど性格は悪い。しかしその一方で、郷田によって怪我をしたアイカに対して頭を下げるなど、自分たちの行いに後ろめたさを持っている描写もある。慣性ドリフト・サーキット場の縁石上でドリフトをするなど高度なテクニックを持つ実力者。車の馬力は382馬力。
大園 昭二（おおぞの しょうじ）
搭乗車種：RPS13 シルエイティ
ボディカラー：スーパーレッド
アクロバットのメンバー。サーキット走行編のドリフトコンテストで郷田の指示を受けサワコのS14をスピンさせたが、その後すぐにサワコに追い回されてプレッシャーからスピン。その怒りからか故意にサワコのS14を潰しにかかるがかわされ自滅し、クルマを破壊されたうえにチームを破門になる。
郷田、日下、戸倉と共に雑誌に載ったり、郷田からドリフトをうまいと言われるなど、トップ3に次ぐ実力の持ち主と思われる。
戸倉 宗一（とくら そういち）
搭乗車種:AE86 スプリンタートレノ GT-APEX 2Door
アクロバットのナンバー3。ショップアクロバットの整備士で女好き。日下より実力を持っているがリーダーになりたくないため、実力をひたすら隠し通していたがオーナーには全て見抜かれ、涼子たちをアクロバットチームにスカウトを命じられる。アクロバットの悪徳商法に加担していることに後ろめたさを持っており、アクロバットメンバーの性格が悪いことも認めている。ライバル潰しには加担していない。愛車のAE86はAE110用4連スロットル式4A-GEに換装してあり、馬力は185馬力。
山本 洋（やまもと ひろし）
搭乗車種：S13 シルビア
ドリフトコンテストで郷田の伝令により涼子のMR2を潰しにかかるが失敗（スピンした他車に巻き込まれコースアウト）、チームを破門になる。
オーナー
アクロバットのオーナー。アクロバットのメンバーにも丁寧語で話す穏やかな風貌とは裏腹に、狡猾な性格。戸倉の手抜き運転を見抜いたり、涼子にアドバイスをし慣性ドリフト・最速タイムを決めさせるきっかけとなるなど、車に対しては中々の知識を持つ。アクロバットの車のチューニングを考えているのも彼でチューニングの技術力はあるようだが、アクロバットメンバー以外の一般客の車は雑にチューニングしている。ドリフトコンテストで佐和子が優勝したことをきっかけにアクロバットのレディースチームを立ち上げ、手初めに佐和子、その次に涼子を招待している。佐和子と郷田のバトルの件で彼女たちから身を引いた。

### 鶴・亀温泉
涼子たちを宿泊させるために近づくがサワコに嗾けられシャコタン競争し、その後そのままの状態でゼロヨン勝負、両車両が大破する。
鶴（つる）
搭乗車種：クラウン
ボディカラー：ホワイト
鶴ノ井旅館の御曹司。狙った客が旅館に泊まるまで執拗につきまとう。リーゼントでバカ。シャコタンの白いクラウンに赤いエアロパーツをつけ、メッキ調の部品を好んでつけている。車内に一通りの工具を積んでおりどこでもセッティングをいじられる。
亀（かめ）
搭乗車種：Y32グロリア
ボディカラー：イエロー
スパリゾート亀美館の御曹司。鶴同様、狙った客にはしつこく宿泊の勧誘をする。黄色の髪色でバカ。自慢の黄色いグロリアはあえて純正品のエアロパーツをつけ、内装にこだわっているが美的センスはない。鶴とは商売敵。

### シビックレースの出場者
アイカが出場したシビックワンメイクレースの参加者。
西条 庸介（さいじょう ようすけ）
搭乗車種：EK9 シビック タイプR
ボディカラー：チャンピオンシップホワイト
元は峠の走り屋で、プロデビュー2年目のプロレーサー。シビックレースの優勝候補で予選もトップで通過している。ホンダチューンショップ「ZAZI」がバックについており、車は大金を注ぎ込んで本格的にチューニングされている。
薬師寺 雄大（やくしじ ゆうだい）
搭乗車種：EG6 シビック SiR
ボディカラー：ミラノレッド
是石とは顔見知りで飄々とした性格の男。EG6にこだわり、走りの腕も確か。
村越 清美（むらこし きよみ）
搭乗車種：EF8 CR-X SiR
ボディカラー：フリントブラックメタリック
シビックレースに珍しくCR-Xで参戦した男。パワーでは劣るが車重の軽さを活かしたトリッキーな動きで相手のペースを乱すなど、駆け引きを駆使した頭脳戦を得意とする。その実力はアイカや薬師寺も認めるほど。
身長の低さがコンプレックスで、過去にいじめにあっていた経験もあって極めて卑屈な性格をしている。

### 黒い三連星
8年ほど前に横山峠でトップレベルの速さを誇っていた走り屋三人組。現在の横山峠のトップを女性が占めていることを嘆き、男性走り屋の復権を目指して弾丸を特訓する。全員当時の車を所有していて、全員ボディカラーは黒、星形のマークをつけている。
哀川 茂道（あいかわ しげみち）
搭乗車種：S12シルビア、レガシィBD5
ボディカラー：スーパーブラック
リーダー格。32歳。口が悪い。弾丸ら横山峠の男性走り屋のだらしなさを知り嘆いた。普段はセダンタイプのレガシィに乗っている。
禅田 久須男（ぜんだ くすお）
搭乗車種：E-ATシビック
ボディカラー：グラナダブラックパール
元走り屋で、現在は自動車学校の教官。走りの分析力がある。
六沢 悟（ろくざわ さとる）
搭乗車種：AW11 MR2
ボディカラー：ブラックマイカ
通称・ロク。大柄で腕っ節がたつ男。極めて無口で、ジェスチャーで会話をする。

### Bullet (バレット)
帝大自動車部のドラッグレースサークル。
悠斗 (ゆうと)
搭乗車種：シボレー カマロ Z28 → TVR Griffith Blackpool B340

仁 (じん)
搭乗車種: フェラーリ360モデナ
籘ニ (とうじ)
搭乗車種：ポルシェ 356 スピードスター → ポルシェ 911 GT3 TYPE996
レン
搭乗車種：ロータス エリーゼ 111S
司 (つかさ)
搭乗車種：ランボルギーニ カウンタック → ランボルギーニ ディアブロ

### JERRy's（ジェリーズ）
九龍寺編に登場する軽カーのみで構成されたチーム。タイムアタックで他チームに対し、常に20秒もの差を付ける実力を持つ。
副島 孔太（そえじま こうた)
通称：「青ネズミ」
搭乗車種：PG6SA AZ-1
ボディカラー：サイベリアブルー
ジェリーズのメンバーで、チームのエース。九龍寺峠のレコードホルダー。一度ハル（後述）が駆るビートとのバトルに敗れ、その後ハルに勝てるタイムと走りが出来ずに焦りを見せる。しかし、チームのサポートとAZ-1の特性を利用した走りによって、過去最高のベストタイムである7分11秒01を叩き出して九龍寺を卒業した。また、走る事を拒むハルに対して九龍寺の伝説を教え、ハルの心に火を点けた。自分自身に厳しい性格で、あまりにも動きがトリッキーでシビアなAZ-1を選んだ理由も、扱いづらい車を操る事によって自らのドラテクを引き上げるためである。また、ハルとのタイムアタック勝負にて公平な真剣勝負の為に自らのチームが勝ち取ったタイムアタックの優先権の一部をハル達に譲るなど、一本気な男らしい性格の持ち主でもある。吾郎曰く「追い詰められれば追い詰める程本領を発揮する男」とのこと。
実在のプロ野球選手・副島孔太がモデル。
佐土谷 吾郎（さとや ごろう）
通称：「黄ネズミ」
搭乗車種：PP1 ビート
ボディカラー：カーニバルイエロー
ジェリーズのNo.2で、九龍寺では孔太に次ぐタイムの持ち主。ハルが一度ドライブしたビートの持ち主。短気かつ攻撃的な性格で、自分たち以外の九龍寺の走り屋をザコと称し、全てを背負い込む孔太にも苛立ちを見せる。「ネズミは通る道が無ければかじってでも道を作る生き物」と称し、バトル中に抜くスペースが無い場合は容赦なく後ろからぶつける。ハルを引きずり出すために涼子とバトルし、涼子を抜き去る為に二度小突きを仕掛ける。一度は成功して涼子をスピンさせるが、左コーナーを得意としない為に隙を突かれて抜き返され、再びぶつけようとするも見切った涼子にブレーキフェイントで反撃され、完全に翻弄され敗北する。その後自らの身勝手さを謝罪し、孔太のサポートと自らのドラテク向上に励む。ベストタイムは7分18秒36。
加米 博之（かめ ひろゆき）
通称：「黒ネズミ」
搭乗車種：EA11R カプチーノ
ボディカラー：コルドバレッド
ジェリーズのメンバー。作中では一度も走行シーンが無い。自分自身で全てを背負い込む孔太に対して苛立ちを見せる吾郎をなだめるなど、ジェリーズの再結束に貢献した影の功労者である。

### BOOM（ブーム）
赤岡の弟子であるイソノがリーダーを務める九龍寺の走り屋チーム。メンバーはハルとイソノを含めて6名程。
イソノ
搭乗車種：NB8C ロードスター RS
BOOMのリーダーで、「オートショップ・イソノ」のオーナーの中年男性。かつては赤岡の所属するチームでラリードライバーとしてならした腕だったが、夜に目が全く利かなくなってしまった（夜盲症）為にドライバーを引退している。赤岡がラリーから身を引いたのも、「育てるたびにドライバーがだめになる」と自身のせいでもあると気負っている。集中力が続かないハルに頭を悩ませていたが、涼子と孔太の協力を経てハルの秘めたる才能を発揮させることに成功する。その後、赤岡と共に涼子が所属するラリーチームのメンバーに加わる。
ハル
搭乗車種：AP1 S2000, CH9 ホンダ・アコードワゴン
ボディカラー：ニューフォーミュラレッド（AP1)
BOOMのエースを務める23歳の青年。元々BOOMのメンバーではなかったが、片側一車線の一般道で大柄なアコードワゴンを180°ターンさせ、イソノを驚愕させる。その後イソノによって誘われ加入した。走り始めてから僅か30秒であくびをするなど、驚くべき集中力の無さの持ち主だが、目的があれば驚異的走りの才能を見せる。また、初めて乗る吾郎のビートで当時のレコードタイムまであと3秒未満のタイムを叩き出す、初めて乗るイソノが仕上げたロードスターを高速道路で160km/hオーバーで操るなど、順応性も非常に高い。無理矢理走らされることに嫌気が差して逃げ出すが、孔太や涼子に刺激され、秘めたる才能を十二分に発揮し、7分11秒21の驚異的なタイムを叩き出す。なお、S2000はイソノがタイムアタック用に仕上げたマシンであり、彼が実際に所有しているのはアコードワゴンのみである。

### NANBA1（ナンバワン）
六甲の走り屋チームで、猿谷曰く「六甲で一番のチーム」。メンバーの殆どはVIP仕様の高級セダンに乗っている。
タケル
搭乗車種：JZS147 トヨタ・アリスト, RPS13 日産・シルエイティ（S14後期型フェイス）
ボディカラー：スーパーレッド＋イエロー（RPS13シルエイティ）
NANBA1のメンバーで、亜美の元カレ。亜美はもう終わったと思っているが、タケル自身はまだ終わったと認められず、ストーカー行為を働いている。亜美を初めて出会った場所に連れて行って自分を捨てないよう土下座して頼むなど、かなりの小心者。ランパブで働くサワコを見下す、亜美に対してランパブで働くことを許さないなど職業蔑視をしている。普段はアリストに乗っているが、バトル時はシルエイティを使う2台体制であり、亜美曰く「ただでさえ金が無いのに2台も持っているから更に金が無い」。見かけによらず冷静かつ基本に忠実な走りが特徴で、ドリフトも無駄なパフォーマンスとしか見ていない。亜美とのバトルでは全勝している。亜美のFDを借りたサワコとのバトルでも、スリップストリームを利用するなど知略家の一面を見せるが、思い込みの強さから判断を誤り逆転負けを喫する。バトル後、亜美と互いの自分勝手を話し合った上で再度交際を申し込むも断られ、泣きながら身を引いた。
佐藤 八十（さとう やそ）
搭乗車種：JZX100 チェイサー ツアラーV → HA7 アクティ
ボディカラー：スーパーホワイトII（JZX100）
NANBA1のメンバーで、シェフをしている青年。24歳。心斎橋にて涼子がナンパ男達に対して放った一言で涼子に惚れる。初めて走る六甲の攻略法を涼子たちに教える、仕事で食材が余った際に金欠で空腹な走り屋達に特製の八十サンドを作って配るなど心優しい性格の持ち主で、他の走り屋達からも慕われている。亜美曰く「ムラッ気があるが、一旦スイッチが入れば手が付けられない速さ」。涼子と交際を賭けた下りバトルをする。序盤のテクニカルセクションを確実に攻め、終盤の高速セクションにてパワーを利用して追い抜くが、涼子がアウトをキープしていた事と車重の重さから早めのブレーキングを余儀なくされ、ゴール直前のコーナーで抜き返され敗北する。バトル後、涼子を追いかけるために仕事を辞めて一人上京するが、その際不良にチェイサーを破壊される。修復後チェイサーを売却してアクティを購入し、八十サンド販売で生計を立てている。因みにたこ焼きは専門外。搭乗車のチェイサーのエアロはマルガヒルズの物が元ネタだと思われる。

### 黄金の豚
戸叶 尚（とかの ひさし）
通称：「黄金の豚」
搭乗車種：BCNR33 スカイラインGT-R, フェラーリ・360モデナ
ボディカラー：イエロー（BCNR33）・コルサレッド（360モデナ）
万島の最速の走り屋で、通称「黄金の豚」。八十のチェイサーを破壊する不良を野球ボールによるピッチングで撃退し、チェイサーの修理を知り合いに頼んでくれたり、その期間中に愛車のR33を代車として貸すなど面倒見の良い男性。愛車のR33は890馬力もの大出力を誇るモンスターマシンで、峠や海岸線など様々なレイアウトが揃う万島で乗りこなすなど相当のドラテクの持ち主であり、事実挑発してきたサワコを寄せ付けない圧倒的な速さを見せた。万島を四分割したリレー形式でのバトルにてアイカと涼子に苦戦し、下りの涼子とのバトルではミスがあったとはいえ敗北し、一時自暴自棄となる。しかし八十の言葉で忘れていたプライドを思い出し、己とRのプライドを賭けてサワコとのハイスピードバトルに挑み、見事勝利する。バトル後、自分が本当に守るべきプライドを守るために自身のポジションに立つ。
実在のプロ野球選手・戸叶尚がモデル。
ユキオ
搭乗車種：JZA80 スープラ RZ
ボディカラー：ブラック
万島の走り屋で、スキンヘッドの青年。戸叶を尊敬しており、彼に対しては敬語を用いる。黄金の豚に負けたことからサワコに「負け犬」と称され、バトルをする。コース中盤で並びかけるも、突っ込み過ぎた結果コーナーを曲がり切れず、マシンの左フロントに傷を作る結果となってしまう。その後のバトルで戸叶がサワコを負かした際は誰よりも喜んでいた。

### 軽トラの二人
苅谷 英俊 (かりや ひでとし）
搭乗車種：HA7 アクティ アタック 4WD
ボディカラー：レッド
走り屋の青年で、26歳。血液型はO型。ホームコースは持っていない。走り屋ながらも軽トラックであるホンダ・アクティに乗っているという一見変わり者な走り屋だが、ジェリーズの佐土谷やリプリーの是石に地元の通常バトルであっさり勝利するなど、相当なテクニックの持ち主。また、登山用の狭い砂利道を高速で走り抜けるなど、作中でも屈指の実力を持ち、八十のアクティを借りた涼子とのアクティ同士のバトルでも勝利する。頻繁に唾を吐く、喧嘩の際にナイフを持ち出す、他人の意見を聞き入れようとしないなど荒っぽい性格の持ち主でもあり、その正体は走り屋達の間で騒がれている車上荒らしの犯人。友人である塚本と共に犯行を繰り返していたが、涼子とのバトル後に塚本を裏切り、故意に人身事故を起こす。愛車のアクティは後にインプレッサWRX STI用のEJ20型水平対向4気筒ターボエンジンに換装され、エアロパーツも装着された。チューン後、涼子のリベンジバトルに応戦するも、あり余るパワーが災いしてタイヤとドライバーへの負担が大きくなった結果敗北する。ゴール地点到達直後、その場に居合わせた警察官と警察車両を見て突っ込もうとするも、一人逃げなかった涼子を見て急停車。その場で逮捕された。また一緒に走ろうという涼子の呼びかけに対し、口角をあげ笑顔を見せるなど改心したような表現がされる。
塚本 庄司（つかもと しょうじ）
苅谷の友人の青年。26歳。血液型はB型。パチスロで偶然知り合ったことから苅谷と付き合うようになる。自分自身で運転する描写は無いが、砂利道走行の際には事前の下見で作成したペースノートをもとにコースを読み上げるなど、ラリーにおけるコ・ドライバー的役割を担う。また、車上荒らしを行う際には塚本が周りの人間と話して気を引かせる、賭けバトルの元締めを行う。苅谷と比べて常識的な性格をしているが、より多くの賭け金を集めるべく周辺の人間を煽るなど、心理的駆け引きに優れている一面を持つ。涼子との一回目のバトル後に苅谷に裏切られ、荷台に飛び乗ろうとしたところを苅谷の車にはねられる。一時意識を失うが回復し、入院中見舞いに来た涼子たちに苅谷のアクティにEJ20型水平対向4気筒ターボエンジンが搭載されることを教え、もう関わらないよう忠告する。退院後、警察に逮捕された。

### その他の人物
志濃 泰平（しの たいへい）
搭乗車種：ER34 スカイライン 25GT-TURBO
ボディカラー：スパークシルバーメタリック
涼子の父親でとある会社の課長。涼子の気を引くためにカーポートと運転免許を半年かけて取得し、R34スカイラインを購入し涼子を驚かせた。後に「遅れてきた走り屋・横山の銀狼」との噂が広まる。
脇坂（わきさか）
搭乗車種：BNR32 スカイライン GT-R
志濃課長の部下で、実力もないのに格好つけてスカイラインに乗る人を嫌う。志濃課長のR34スカイラインを見つけ後をつけ、峠でバトル（実際は涼子が運転し泰平は助手席に乗車していた）で負ける。脇坂は課長が運転していたものだと勘違いし、噂を広げる。
全開時にローギアのみで走っていたレベルであり、バトルを見ていたファクターのメンバーからは「見るに堪えないタコ走り」「豚に真珠のR乗り」と評されてしまった。
八神（やがみ）
搭乗車種：AE86 カローラレビン GT-APEX 3Door
ボディカラー：ハイフラッシュツートン（レッド / ブラック）
アイカの友人で、タカオの前チームの仲間。横浜市出身。アクロバット編で車両が初登場し、郷田の卑怯な行為により車両を破損され敗北、そのことを指摘するも周囲には単なる負け惜しみだと思われてしまった。
鈴木 光二（すずき こうじ）
搭乗車種：ST205 セリカ GT-FOUR
ボディカラー：スーパーレッドIV
斜乱球のチームリーダー。音速の美少女編に初登場し横山峠でサワコとバトルをするが、サワコの「慣性ドリフトを超える、感性ドリフト」により敗れる。その後、何度かサワコの取り巻きとして登場する。
田主丸 勇治（たぬしまる ゆうじ）
搭乗車種：E36M3 → NSX
ボディカラー：フェニックスイエローメタリック（E36 M3）
涼子、徹の高校の級友で実家は農家の大地主で金持ち。横山峠にてM3で勝負するが徹のシティに負ける。NSXでドリフトコンテストに出場するが、大破する。親に山を一つ売ってもらってイタリアンレッドのフェラーリを購入する予定。
桑原（くわばら）
搭乗車種：AE86 スプリンタートレノ
冬川（ふゆかわ）市犬鳴（いんなき）峠に出没するサラリーマンの幽霊。青いMR2に強い憧れを持ち、納車日に飛行機事故に遭う。その後、涼子のMR2に同乗、運転し成仏をする。
木ノ実 富士江（このみ ふじえ）
搭乗車種：TA22 セリカ 1600GT
ボディカラー：レッド
涼子のいきつけ、横山峠近くの定食屋のオーナー。過去に走り屋をしていた。
武者 正昭（むしゃ まさあき）
搭乗車種：S124A マツダ・サバンナRX-3GT
ボディカラー：グリーン
イギリスで車のレストアショップを経営。富士江とはかつて走り屋仲間だった。
徳田（とくだ）
チューニング雑誌「ドリフト王国」の編集長。アクロバットびいきでドリフトコンテストでもアクロバットに有利になるように工作を試みる。ドリフトコンテストの審査委員長でサワコのランパブ「フィオリーナ」の常連客、愛称は「トッキー」。
橘（たちばな）
搭乗車種：メルセデス・ベンツ
サリの父親。外交官で赤岡率いるチームのオーナーで、赤岡の旧友。とある経験から車の危険運転を恐れ、サリに走り屋をやめさせようとしている。外交官らしく紳士的で毅然とした性格で、サワコの色仕掛けにも動じることなくあしらうも、娘のサリを溺愛しており、娘のことになると取り乱しやすくなる。
アンリ
搭乗車種：ルノー・5ターボラリーカー・パジェロ（ワークスラリー仕様）
ボディカラー：ブルー（パジェロ）
赤岡のチームのレースドライバー。パリダカのレース中ラリーコンピューターの不具合により故障、地形が読み取れずコースアウトし斜面より落下、首の骨を折り即死する。これにより赤岡は引退する。
吉永 (よしなが)
搭乗車種：NA6CE ロードスター
ボディカラー：シャストホワイト
横山峠の走り屋。雨の日の運転を好み、雨の日に限って峠に現れる。走り屋歴は長く、その実力はかなり高い。心理戦による駆け引きも得意。車の差以外は同じ条件でバトルするというのが信条で、相手の車に二人乗っている場合、自分の車にももう一人乗せる。バトルの前にたまたま通りかかった涼子にこの役を頼んだことがきっかけで涼子と知り合い、涼子にドラテクを教えていく事になる。交流を重ねるうちに涼子は吉永に対し恋心を抱くようになる。
SW20の男
搭乗車種：SW20 MR2 GT
ボディカラー：ブラック
サワコとアイカをも破った、自称「いまだ負けたことのない、400戦無敗の男」。自分の戦績を豪語し威圧的な態度をとっているが実際はまったく速くない。しかしいくら負かされても自分の負けを絶対に認めず、相手が降参してくれるまで何度でもしつこく再戦をせがむため、結果的に対戦相手を全員根負けさせ降参させているというのが実態であった。アイカには「早く負けを認めないとタイヤの無駄、ガソリンの無駄、時間の無駄」と評価された。ドラテクはないものの持久力だけは群を抜いている。涼子にバトルを挑まれ、いつもの手口でしつこく再戦を繰り返すが、涼子が二時間以上も応戦しつづけたため、ついに負けを認めた。
青木 カンナ（あおき カンナ）
搭乗車種：HCR32 スカイライン GTS-t TYPE M
ボディカラー：レッドパールメタリック
烏沢峠の走り屋。自己中心的な性格で嫉妬深く、態度もマナーも悪い。多くの男性を逆ナンパやカーセックスで虜にしている。烏沢峠の走り屋の男達を虜にし、嘘や演技をも使って自分にとって都合がいいように煽動していた。実際は極度の寂しがり屋で、誰かがそばにいないと泣き出してしまうほどもろい。それなりに腕は立つが涼子に勝った際もマシンパワーと土地勘に物をいわせた走りで速いほうではない。横山峠に逆ナンパをしに来ていたが人気者の涼子に嫉妬し挑発して烏沢峠に呼び出し、烏沢峠に慣れていない涼子を破りスランプに陥らせた。その後涼子にリベンジを挑まれて敗れ、涼子の計らいを機に改心し始める。
秀明（しゅうめい）
搭乗車種：EF7 CR-X Si
ボディカラー：バッキンガムブルーパール／スリークゴールド2トーン
烏沢峠の走り屋で、チームのNo.2（他の人物の序列は不明）。カンナとは小学生以来の幼馴染み。カンナの生い立ちを知っており、自分の過去の行動がカンナの歪んだ性格を作った一因になってしまったことを悔やんでいる。初めてのカンナとのバトルの際に涼子を気遣い、その後も烏沢峠の攻略法を涼子に教えていた。カンナが車を購入する時にスカイラインを薦めた。涼子の計らいでカンナに寄り添う決断をし、以後は一緒に行動している。
松井（まつい）
搭乗車種：インテグラ タイプR DC2
烏沢峠の走り屋。カンナに弱い。
直之（なおゆき）
烏沢峠の走り屋。常に帽子を被っている。元SW20乗りで、涼子に烏沢峠でのミッドシップの攻め方を教えた。
究極 草一郎（きゅうきょく そういちろう）
アイカがよく利用する駐車場の管理人で元テストドライバー。車庫入れにこだわりを持っており、駐車が上手い客ほど駐車料金を値引きし、あまりに下手な場合は法外な料金を請求したり追い出したりする。
小関 アキラ（おぜき アキラ）
搭乗車種：トヨタ・MR2 GT
ボディカラー：スーパーホワイトII
若葉マークを付けた初心者の走り屋で、小柄な青年。初期は独り言を呟いて恐怖心を消してギリギリまでブレーキングを我慢したり、目の前の走り屋にいきなりバトルを仕掛けるなど、初期の涼子をより危険にしたような雰囲気であった。また自信過剰で、テールが若干流れた事でドリフトをマスターしたと思い込んでいた。しかし涼子の助手席に同乗したことで格の違いを見せつけられ、以降涼子を師匠として特訓してもらっていた。ある雨の日、涼子が約束の時間を過ぎても来ないことに痺れを切らし、自主練習をしていたところを過去の遊び仲間のイタズラによって直角状態となり、そこで対向車と衝突して左リア（サイドエアインテーク付近）を破損、さらに押し返された事で右フロントがコンクリートウォールにぶつかり大破する。重傷を負って一時意識を失うが、後に回復した。サワコの台詞からMR2は廃車となった可能性が高い。以降の登場は無い為、事故後も涼子との師弟関係が続いているかどうかは不明。

## 登場地名・名所等
実名の場所、またはモチーフにした場所が実際に存在する。（※以下は物語上の名称）
- 神奈川県横浜市本牧埠頭 - 涼子がサワコ、タカオら走り屋と出会う舞台。初ドリフト走行する。
- 神奈川県相模原市 - 主な舞台。
- 東京都八王子市
- 桑原峠 - 涼子がS13シルビアのドリフトを見かける舞台。
- 横山峠 - 主なバトルの舞台。涼子達のホームコースと言えるがある事件を境に走り屋を峠から追い出すだめにポールが差し込まれ、警察もパトロールするようになり、以後は他の峠でのエピソードとなった。
- 烏沢峠 - 青木カンナ、秀明のホームグラウンド。
- 犬鳴（いんなき）峠 - 幽霊さわぎ編の舞台。幽霊は成仏し、サワコとアイカがコースレコードを更新する。
- 相模原工大 - 徹の通う大学。
- 袖ヶ崎高校 - 涼子、徹、田主丸が通っていた高校。
- 埼玉県浦和市 - アクロバット編の舞台
- ぼさつ峠 - チームアクロバットのホームグラウンド
- 栃木サーキット - ドリフトコンテストが行われている。
- ツムラサーキット - シビックワンメイクレースが行われている。

## 書誌情報
- 山口かつみ 『オーバーレブ!』 小学館〈ヤングサンデーコミックス〉、全31巻

| 巻数 | サブタイトル           | 初版発行日（奥付） | ISBN          |
| ---- | ---------------------- | ------------------ | ------------- |
| 1    | 流星のバトルに憧れて   | 1997年5月5日       | 4-09-152081-2 |
| 2    | 人生はWINDING ROAD     | 1997年8月5日       | 4-09-152082-0 |
| 3    | 峠にまつわるエトセトラ | 1997年11月5日      | 4-09-152083-9 |
| 4    | 音速の美少女           | 1998年2月5日       | 4-09-152084-7 |
| 5    | 仲間                   | 1998年5月5日       | 4-09-152085-5 |
| 6    | 涼子出走!!             | 1998年8月5日       | 4-09-152086-3 |
| 7    | 決着                   | 1998年11月5日      | 4-09-152087-1 |
| 8    | スーパーノーマル       | 1998年2月5日       | 4-09-152088-X |
| 9    | 時を越えて             | 1999年6月5日       | 4-09-152089-8 |
| 10   | ドリフト再修行         | 1999年9月5日       | 4-09-152090-1 |
| 11   | ドリフト王コンテスト   | 1999年12月5日      | 4-09-152411-7 |
| 12   | ドリコン決着!          | 2000年3月5日       | 4-09-152412-5 |
| 13   | 決戦!アクロバット      | 2000年6月5日       | 4-09-152413-3 |
| 14   | ロードスターの男       | 2000年9月5日       | 4-09-152414-1 |
| 15   | カーセックスの彼女は?  | 2000年12月5日      | 4-09-152415-X |
| 16   | 裸の女王様!?           | 2001年3月5日       | 4-09-152416-8 |
| 17   | アイカ、決心する       | 2001年6月5日       | 4-09-152417-6 |
| 18   | 101%の領域             | 2001年9月5日       | 4-09-152418-4 |
| 19   | ハイスピード・ショー   | 2001年12月5日      | 4-09-152419-2 |
| 20   | 走り屋の行き着く先     | 2002年3月5日       | 4-09-152420-6 |
| 21   | 星影のワルツ           | 2002年6月5日       | 4-09-152721-3 |
| 22   | カボチャの馬車         | 2002年9月5日       | 4-09-152722-1 |
| 23   | 師匠の師匠             | 2002年12月5日      | 4-09-152723-X |
| 24   | トラブル イン 横山峠   | 2003年4月5日       | 4-09-152724-8 |
| 25   | 話が違うじゃん         | 2003年6月5日       | 4-09-152725-6 |
| 26   | 龍の正体               | 2003年9月5日       | 4-09-152726-4 |
| 27   | 運命の女!?             | 2003年12月5日      | 4-09-152727-2 |
| 28   | 男のプライド           | 2004年3月5日       | 4-09-152728-0 |
| 29   | 賭けバトル!?           | 2004年6月5日       | 4-09-152729-9 |
| 30   | “速さ”への信念         | 2004年9月5日       | 4-09-152730-2 |
| 31   | 最後のバトル!!         | 2004年11月5日      | 4-09-153161-X |

## TEAM39
掲載紙の著者名の横にある「TEAM39」、巻頭にある「TEAM39 STAFF」とは、山口かつみのオーバーレブ!連載における制作協力スタッフの総称である。連載当初のスタッフ4人の生年が昭和39年生まれからによる。7巻より生年の記載を削除。
連載当初のメンバー
松田勇次（脚本協力&テクニカル協力）
岩見吉郎（脚本協力）
田島昭彦（Macデザイン）
広瀬直人（編集）

## ドラマCD
1999年3月8日にニフティの『AnimeFan News』でリリース情報が発表され、同年4月21日にバンダイ・ミュージックエンタテインメントより発売される（ISBN/ASIN：B000064B02）。
キャスト
- 志濃涼子：満仲由紀子
- 森田佐和子：根谷美智子
- 片山愛香：西原久美子
- 橘沙璃：水樹奈々
- 武内徹：私市淳
- 武内タカオ：森川智之

トラックリスト
- 1. これからの助走
- 2. こんなんじゃ迷走
- 3. このまんま疾走
- 4. あたしのスタートライン

## Vシネマ
2001年4月26日よりレンタル開始。5月4日より一般発売された。全1巻。
キャスト
- 志濃涼子：三林千夏
- 森田佐和子：渡順香
- 片山愛香：木村唯奈
- 橘沙璃：いとう周香
- 千葉尚之
- 榊原伊織
- 佐々木庸二：「ピーチパイ」黒服
- 佐藤秀光（※特別出演）
- 中古車販売店店員：殺陣剛太（※特別出演）
- 袖ヶ崎ドライビングスクール 教官：中島宏海（※特別出演）
- 袖ヶ崎ドライビングスクール 教官：小沢仁志（※特別出演）
- 武内タカオ：小沢和義
- スクラップ工場 社長：山西道広

スタッフ
- 企画・製作：白飛龍悠
- 監督：室賀厚
- プロデューサー：松家雄二、黒須功
- 脚本：濱崎剛志、室賀厚
- 音楽：安川午朗
- 音響効果：柴崎憲治
- 助監督：村田啓一郎、亀井亨、石川二郎
- 制作主任：団鳥万善
- 撮影：加藤孝信、茂呂高志
- 録音：井手一郎
- 美術：西村徹
- 編集：大永昌弘
- ヘア・メイク：清水美穂、松木麻紀子、松木文
- カースタント：最上企画、ガレージファクトリー
- スチール：澤田豊、マイケル田中
- 制作進行：坂井高明、林雅貴
- テーマソング「SHINY MY HEART」
- エンディングテーマ「愛されてる結城」作詞：CHAKO 作曲：東哲一郎 / CHAKO（H.R.S.螢レーシングサウンド）
- 製作協力：メディアウィザード
- 制作協力：ウッズ・バンブー、エスエスオートサービス、黒須功商店

## オーバーレブ! 90's -音速の美少女たち-
山口かつみによるオーバーレブ!のスピンオフ作品。2020年4月21日発売のヤングチャンピオン烈No.5より連載開始。オーバーレブ!単行本3巻〜5巻のエピソードの「音速の美少女編」をサリを中心に置いて再構築して描いた作品。オーバーレブ!のキャラクターの他に本作品オリジナルのキャラクターも登場する。